# Tripulación (película)
Tripulación es una película de comedia de atracos en idioma hindi de 2024 dirigida por Rajesh A Krishnan y escrita por Nidhi Mehra y Mehul Suri. Producida por Ekta Kapoor, Rhea Kapoor, Anil Kapoor y Digvijay Purohit bajo Balaji Motion Pictures y Anil Kapoor Films & Communication Network, el fime está protagonizado por Tabu, Kareena Kapoor Khan y Kriti Sanon contando con Diljit Dosanjh y Kapil Sharma en papeles secundarios. 
La película nos cuenta la historia de tres azafatas que se ven envueltas en una operación de contrabando de oro. Se cree que la película es una parodia de Kingfisher Airlines, propiedad de Vijay Mallya. 

## Trama
Geeta Sethi, Jasmine Kohli y Divya Rana son asistentes de vuelo de Kohinoor Airlines en Mumbai, cuya aerolínea está al borde de la quiebra. Los empleados no han recibido aún sus salarios en meses y las tres amigas, al igual que los demás empleados, siguen esperando que las cosas cambien. 
El marido de Geeta, Arun, dirige un negocio de comida  desde casa como puede, lamentablemente ella también tiene que apoyar económicamente a su hermano desempleado, Punnu, y a la esposa de este, Sapna. 
Jasmine fue criada por su abuelo materno después de que sus padres se divorciaran, ella no cree en las relaciones amorosas, le gustan las cosas caras y alardear de un estilo de vida falso y llamativo en las redes sociales. 
Divya esta entrenada para ser piloto, pero se ve obligada a ser simplemente asistente de vuelo debido a la falta de vacantes y manteniendo esto oculto a su familia y también el hecho de que tiene problemas para poder pagar su préstamo estudiantil.
La muerte del asistente de vuelo principal Rajvanshi, mientras estaba de servicio, lleva a Geeta, Jasmine y Divya a descubrir que el mismo hombre que afirmaba no poder pagarles cargaba con un montón de lingotes de oro encima que iba a contrabandear a Al Burj. Después de pensarlo por un tiempo acaban decidiendo llevar a cabo una operación clandestina para contrabandear el oro de Rajvanshi desde la India hasta  Al Burj. 
Manoj Mittal, director de recursos humanos de Kohinoor Airlines, es el eje de la operación. Los tres se convierten en parte de la operación de contrabando de oro y su situación financiera pronto mejora: Geeta consigue financiar el negocio de comida de su marido, además de ayudar a Punnu y Sapna. Jasmine recupera el anillo de oro de Nanu, su abuelo, de la casa de empeños y empieza a gastar dinero en sí misma. Divya paga la totalidad de su préstamo estudiantil. Mientras tanto, el resto de empleados de la aerolínea siguen intentando llegar a fin de mes.
Un día alguien avisa a los funcionarios de aduanas de que las tres auxiliares de vuelo están contrabandeando oro; y aunque esconden el botín, la detención que sufren les hace sentirse humilladas y reconsiderar su decisión. 
La enfurecida funcionaria de aduanas, Mala, menciona que su información es veridica y que la recibió de una azafata de Kohinoor, y no puede aceptar el hecho de que no haber podido demostrarlo. 
Finalmente el avión en el que las tres habían escondido el oro queda expuesto un día cuando una turbulencia daña el fuselaje, cayendo así el oro, que estaba escondido ahí. Vijay Walia, presidente de Kohinoor, y Mittal se fugan y huyen del país cuando al darse cuenta.
Inicialmente, pensaron que fue su amiga, Komal, la que dio  el chivataso al agente de aduanas, sin embargo, después de un arrebato emocional de Komal, se dan cuenta de que ni ella ni sus otros colegas le contaron sobre su contrabando al agente de aduanas. Geetu se da cuenta de que la esposa de Mittal, Sudha, también era azafata y Mala, la polícia, había mencionado que la información provenía de una ex azafata; al ser ella la única persona que sabía sobre el contrabando de oro era claro. La confrontan y ella les revela que Mittal la está engañando y que para vengarse, avisó a la aduana para que su arresto también lo perjudicará a él. 
Sin embargo, también revela  que el verdadero capo es Walia, quien había robado el dinero de la aerolínea, lo había convertido en oro y lo había escondido en Al Burj. 
De Sudha obtienen la dirección de Mittal en Al Burj y lo siguen hasta que finalmente encuentran a Walia en un hotel de lujo en el cual su hija se va a casar. Geeta logra conseguir trabajo como ama de llavas en el hotel y obtiene información sobre el oro. Después de mucho trabajo duro se enteran de que Walia y su familia llevarán el oro en un jet privado a las Islas Caimán . Geeta y Jasmine logran obtener el papel de azafata del jet, mientras que Divya se convierte en la piloto. En el trajecto les echan somníferos en las bebidas y aterrizan el avión en el pueblo natal de Divya, Nanheri, donde la policía y los funcionarios de aduanas ya los están esperando. Sin embargo, logran conservar algo de oro y distribuirlo entre sus amigas, compañeros de trabajo y seres queridos. Mittal también regresa a Sudha, junto con parte del oro que había guardado para sí.

## Elenco
- Tabu como Geeta Sethi, supervisora de vuelo y esposa de Arun.
- Kareena Kapoor Khan como Jasmine Kohli, una azafata de alto rango
- Kriti Sanon como Divya Rana, una azafata junior
- Diljit Dosanjh como el oficial de aduanas Jaiveer Singh, interés amoroso de Divya
- Kapil Sharma como Arun Sethi, el marido de Geeta, una persona en quiebra y desempleada.
- Rajesh Sharma como Munish Paritosh Mittal, director de recursos humanos de Kohinoor Airlines
- Saswata Chatterjee como Vijay Walia, presidente y director general de Kohinoor Airlines pvt Ltd.
- Kulbhushan Kharbanda como Shri. Sadanand Gowda, abuelo materno de Jasmine
- Pooja Bhamrah como Komal, una azafata junior
- Ivan Rodrigues como el padre de Divya
- Trupti Khamkar como SI Mala, Aduana de Mumbai
- Garima Yagnik como Ayesha Walia, la hija de Vijay
- Charu Shankar como Sudha Mittal, la esposa de Munish
- Ramakant Dayama como Sr.Rajvanshi
- Rahul Gilani como Punnu Baikal, hermano de Geeta
- Hetal A. Puniwala como el capitán del grupo Akil Wadera
- Badshah como él mismo en la canción "Naina" (Cameo)

## Producción
En noviembre de 2022 se anunció la película comenzando el rodaje el 25 de marzo de 2023,  finalizando en febrero de 2024.   La película fue rodada en Mumbai, Goa y Abu Dhabi, siendo la oficina de Deloitte en Hyderabad, India, utilizada para similar la oficina de Kohinoor Airlines en Mumbai en la película.

## Música
La música de la película fue compuesta por Diljit Dosanjh, Badshah, Raj Ranjodh, Vishal Mishra, Akshay–IP, Bharg–Rohit, mientras que la banda sonora de la película fue compuesta por John Stewart Eduri.

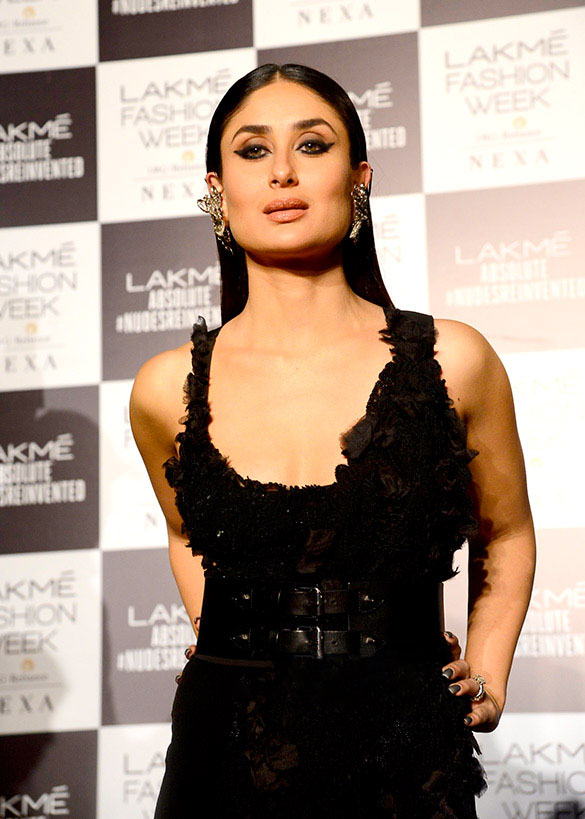
Los críticos elogiaron especialmente la actuación de Kareena Kapoor Khan.

| Track listing |                                 |                                                 |          |  |
| N.º           | Título                          | Cantantes                                       | Duración |  |
| 1.            | «Naina»                         | Diljit Dosanjh, Badshah                         | 3:00     |  |
| 2.            | «Ghagra»                        | Ila Arun, Romy, Srushti Tawade                  | 3:01     |  |
| 3.            | «Choli Ke Peeche»               | Diljit Dosanjh, IP Singh, Alka Yagnik, Ila Arun | 2:53     |  |
| 4.            | «Kiddan Zaalima»                | Vishal Mishra                                   | 2:54     |  |
| 5.            | «Darbadar»                      | B Praak, Asees Kaur                             | 3:34     |  |
| 6.            | «Khwabida»                      | Badshah, rohh                                   | 3:12     |  |
| 7.            | «Sona Kitna Sona Hai»           | IP Singh, Nupoor Khedkar                        | 3:24     |  |
| 8.            | «Sona Kitna Sona Hai (Reprise)» | IP Singh                                        | 3:28     |  |
| 25:25         |                                 |                                                 |          |  |